# Tony Beltran
Anthony Benjamin Beltran (Claremont, California, Estados Unidos, 11 de octubre de 1987), conocido simplemente como Tony Beltrán, es un exfutbolista estadounidense.
Jugó toda su carrera en el Real Salt Lake, un total de 12 temporadas entre 2008 y 2019.
Fue internacional absoluto por Estados Unidos entre 20103 y 2014, disputando tres encuentros.

## Trayectoria
Luego de jugar para los UCLA Bruins a nivel universitario, Beltrán dio el salto al profesionalismo en 2008 cuando fue seleccionado en la primera ronda (tercero en la general) del SuperDraft de la MLS 2008. Hizo su debut el 12 de abril de ese año, ingresando en el segundo tiempo de la victoria 4-0 sobre el DC United. Anotó su primer gol en los Playoffs tres años después, ayudando a su equipo a vencer 3-0 a los Seattle Sounders en el partido de ida por las semifinales de la Copa de la MLS.
Debido a una lesión crónica en el tobillo, Beltran se retiró como futbolista profesional el 13 de septiembre de 2019.

## Selección nacional
Beltran fue convocado por primera vez a la selección mayor de los selección de fútbol de Estados Unidos en enero de 2013 con miras a un partido amistoso frente Canadá, y fue precisamente en ese encuentro que hizo su debut internacional.
El 27 de junio de 2013 recibió su primer llamado a la selección mayor de los Estados Unidos por primera vez para un torneo oficial, siendo incluido en la lista final de 23 jugadores que representarán al país norteamericano en la Copa de Oro de la Concacaf de ese año.
Beltran jugó su primer partido oficial con Estados Unidos el 13 de julio de 2013, iniciando como titular en la victoria 4-1 sobre Cuba por la fase de grupos de la Copa de Oro 2013.

### Participaciones en Copas de Oro
| Torneo                          | Sede           | Resultado |
| ------------------------------- | -------------- | --------- |
| Copa de Oro de la Concacaf 2013 | Estados Unidos | Campeón   |

## Estadísticas
Actualizado al término de su carrera.
| Real Salt Lake Estados Unidos                                                 |               |               |     |   |   |   |   |     |     |   |
| 1.ª                                                                           | 2008          | 15            | 0   | 0 | 0 | - | - | 15  | 0   |   |
| 1.ª                                                                           | 2009          | 23            | 0   | 0 | 0 | - | - | 24  | 0   |   |
| 1.ª                                                                           | 2010          | 18            | 0   | 0 | 0 | 3 | 0 | 22  | 0   |   |
| 1.ª                                                                           | 2011          | 22            | 0   | 2 | 1 | 4 | 0 | 30  | 1   |   |
| 1.ª                                                                           | 2012          | 32            | 0   | 0 | 0 | - | - | 34  | 0   |   |
| 1.ª                                                                           | 2013          | 25            | 0   | 4 | 1 | - | - | 34  | 1   |   |
| 1.ª                                                                           | 2014          | 29            | 0   | 0 | 0 | - | - | 31  | 0   |   |
| 1.ª                                                                           | 2015          | 31            | 0   | 0 | 0 | - | - | 31  | 0   |   |
| 1.ª                                                                           | 2016          | 29            | 0   | 0 | 0 | - | - | 29  | 0   |   |
| 1.ª                                                                           | 2017          | 21            | 1   | 0 | 0 | - | - | 21  | 1   |   |
| 1.ª                                                                           | 2018          | 0             | 0   | 0 | 0 | - | - | 0   | 0   |   |
| 1.ª                                                                           | 2019          | 0             | 0   | 0 | 0 | - | - | 0   | 0   |   |
| Total club                                                                    | Total club    | 245           | 1   | 6 | 2 | 7 | 0 | 245 | 0   |   |
| Total carrera                                                                 | Total carrera | Total carrera | 245 | 1 | 6 | 2 | 7 | 0   | 245 | 0 |
| (1) Incluye datos de la US Open Cup (2) Incluye datos de la Liga de Campeones |               |               |     |   |   |   |   |     |     |   |

## Palmarés

### Campeonatos nacionales
| Título   | Club           | País           | Año  |
| -------- | -------------- | -------------- | ---- |
| Copa MLS | Real Salt Lake | Estados Unidos | 2009 |

### Títulos internacionales
| Título                  | Club                        | País           | Año  |
| ----------------------- | --------------------------- | -------------- | ---- |
| Copa Oro de la Concacaf | Selección de Estados Unidos | Estados Unidos | 2013 |

(*) Incluyendo la selección